# Savoyeux
Savoyeux est une commune française située dans le département de la Haute-Saône, la région culturelle et historique de Franche-Comté et la région administrative Bourgogne-Franche-Comté.
Ses habitants sont les Saingobordiens.

## Géographie

### Climat
Pour des articles plus généraux, voir Climat de la Bourgogne-Franche-Comté et Climat de la Haute-Saône.
En 2010, le climat de la commune est de type climat des marges montargnardes, selon une étude du Centre national de la recherche scientifique s'appuyant sur une série de données couvrant la période 1971-2000. En 2020, Météo-France publie une typologie des climats de la France métropolitaine dans laquelle la commune est dans une zone de transition entre le climat océanique altéré et le climat océanique altéré et est dans la région climatique  Lorraine, plateau de Langres, Morvan, caractérisée par un hiver rude (1,5 °C), des vents modérés et des brouillards fréquents en automne et hiver. 
Pour la période 1971-2000, la température annuelle moyenne est de 10,3 °C, avec une amplitude thermique annuelle de 17,3 °C. Le cumul annuel moyen de précipitations est de 938 mm, avec 12,6 jours de précipitations en janvier et 8,9 jours en juillet. Pour la période 1991-2020, la température moyenne annuelle observée sur la station météorologique de Météo-France la plus proche, « Chargey-lès-Gray », sur la commune de Chargey-lès-Gray à 14 km à vol d'oiseau, est de 11,5 °C et le cumul annuel moyen de précipitations est de 834,3 mm. 
La température maximale relevée sur cette station est de 39,3 °C, atteinte le 25 juillet 2019 ; la température minimale est de −18,2 °C, atteinte le 20 décembre 2009,,. 
Les paramètres climatiques de la commune ont été estimés pour le milieu du siècle (2041-2070) selon différents scénarios d'émission de gaz à effet de serre à partir des nouvelles projections climatiques de référence DRIAS-2020. Ils sont consultables sur un site dédié publié par Météo-France en novembre 2022.

## Urbanisme

### Typologie
Au 1er janvier 2024, Savoyeux est catégorisée commune rurale à habitat dispersé, selon la nouvelle grille communale de densité à sept niveaux définie par l'Insee en 2022.
Elle est située hors unité urbaine. Par ailleurs la commune fait partie de l'aire d'attraction de Gray, dont elle est une commune de la couronne,. Cette aire, qui regroupe 63 communes, est catégorisée dans les aires de moins de 50 000 habitants,.

### Occupation des sols
L'occupation des sols de la commune, telle qu'elle ressort de la base de données européenne d’occupation biophysique des sols Corine Land Cover (CLC), est marquée par l'importance des territoires agricoles (64,1 % en 2018), une proportion identique à celle de 1990 (64,1 %). La répartition détaillée en 2018 est la suivante : 
terres arables (36,9 %), forêts (21,2 %), prairies (14,6 %), zones agricoles hétérogènes (12,7 %), eaux continentales (9,7 %), zones urbanisées (4,9 %). L'évolution de l’occupation des sols de la commune et de ses infrastructures peut être observée sur les différentes représentations cartographiques du territoire : la carte de Cassini (XVIIIe siècle), la carte d'état-major (1820-1866) et les cartes ou photos aériennes de l'IGN pour la période actuelle (1950 à aujourd'hui).

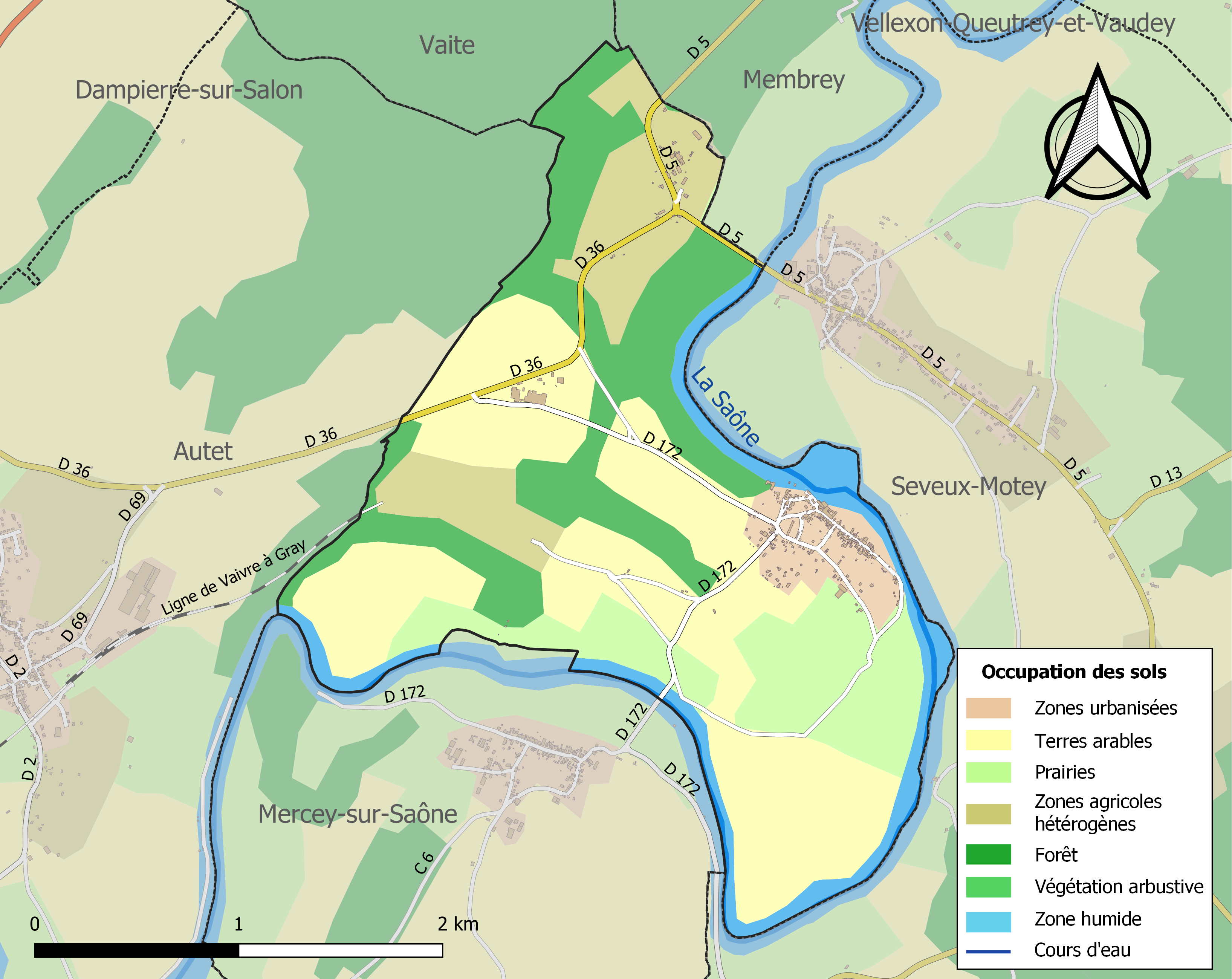
Carte des infrastructures et de l'occupation des sols de la commune en 2018 (CLC).

## Politique et administration

### Rattachements administratifs et électoraux
La commune fait partie de l'arrondissement de Vesoul du département de la Haute-Saône, en région Bourgogne-Franche-Comté. Pour l'élection des députés, elle dépend de la première circonscription de la Haute-Saône.
Elle fait partie depuis 1801 du canton de Dampierre-sur-Salon. Dans le cadre du redécoupage cantonal de 2014 en France, le territoire de ce canton s'est accru, passant de 29 à 50 communes.

### Intercommunalité
La commune fait partie de la communauté de communes des quatre rivières, intercommunalité créée en 1996.

### Liste des maires
| Période                                  | Période                       | Identité       | Étiquette | Qualité                                 |
| ---------------------------------------- | ----------------------------- | -------------- | --------- | --------------------------------------- |
| Les données manquantes sont à compléter. |                               |                |           |                                         |
| juin 1995                                | En cours (au 16 janvier 2016) | Michel Attalin |           | Retraité Réélu pour le mandat 2014-2020 |

## Démographie
L'évolution du nombre d'habitants est connue à travers les recensements de la population effectués dans la commune depuis 1793. Pour les communes de moins de 10 000 habitants, une enquête de recensement portant sur toute la population est réalisée tous les cinq ans, les populations de référence des années intermédiaires étant quant à elles estimées par interpolation ou extrapolation. Pour la commune, le premier recensement exhaustif entrant dans le cadre du nouveau dispositif a été réalisé en 2004.

En 2022, la commune comptait 195 habitants, en évolution de −10,96 % par rapport à 2016 (Haute-Saône : −1,4 %, France hors Mayotte : +2,11 %).
| 1793 | 1800 | 1806 | 1821 | 1831 | 1836 | 1841 | 1846 | 1851 |
| ---- | ---- | ---- | ---- | ---- | ---- | ---- | ---- | ---- |
| 320  | 369  | 393  | 343  | 370  | 396  | 393  | 427  | 419  |

| 1856 | 1861 | 1866 | 1872 | 1876 | 1881 | 1886 | 1891 | 1896 |
| ---- | ---- | ---- | ---- | ---- | ---- | ---- | ---- | ---- |
| 395  | 506  | 549  | 450  | 483  | 442  | 458  | 482  | 483  |

| 1901 | 1906 | 1911 | 1921 | 1926 | 1931 | 1936 | 1946 | 1954 |
| ---- | ---- | ---- | ---- | ---- | ---- | ---- | ---- | ---- |
| 483  | 437  | 457  | 427  | 383  | 372  | 336  | 297  | 318  |

| 1962 | 1968 | 1975 | 1982 | 1990 | 1999 | 2004 | 2006 | 2009 |
| ---- | ---- | ---- | ---- | ---- | ---- | ---- | ---- | ---- |
| 320  | 281  | 242  | 245  | 230  | 204  | 212  | 207  | 221  |

| 2014 | 2019 | 2022 | - | - | - | - | - | - |
| ---- | ---- | ---- | - | - | - | - | - | - |
| 217  | 205  | 195  | - | - | - | - | - | - |

### Économie
- Scierie
- Papeterie
- Ameublement
- Ferronnerie

## Culture locale et patrimoine

### Lieux et monuments
- L'église Saint-Cyr-et-Sainte-Julitte, reconstruite aux XVe et XVIe siècles et dont la nef et le clocher ont été réédifiés entre 1744 et 1756 sur les plans de l'architecte François Ducy[19], doit son nom à saint Cyr et à sa mère sainte Julitte, deux martyrs chrétiens du IVe siècle. Elle possède un retable classé[20].

- Port de plaisance sur la Saône qui est un équipement primordial du tourisme fluvial de la vallée.
- Souterrain de Savoyeux : un tunnel fluvial de près de 630 m coupant un méandre de la Saône.
- Centrale hydroélectrique aménagée dans un ancien moulin à farine du début du XIXe siècle[21].
- Parc du château de Savoyeux[22]

### Personnalités liées à la commune
- Christian Bergelin (1945-2008), ancien ministre des sports (1986-1988) du gouvernement de Jacques Chirac, y demeura jusqu'à son décès le 26 mars 2008.
- Marcel Guerret (1887-1958), enseignant, député socialiste du Tarn-et-Garonne, résistant, est né à Savoyeux[23].

### Héraldique
| Blason de Savoyeux | Blason  | De sable à la fasce d'argent accompagnées de trois étoiles du même rangées en chef et soutenue de l'inscription « SAVOYEUX » en lettres capitales d'or. |
| Blason de Savoyeux | Détails | Le statut officiel du blason reste à déterminer. |